# Ливаден гущер
Ливадният гущер (Lacerta agilis) е вид средноголям гущер, разпространен в големи части от Евразия, включително и България. Той достига на дължина 25 cm, има светъл корем и тъмна ивица по гръба. Мъжките са по-тъмни на цвят, а през размножителния период стават яркозелени. Има няколко подвида, които значително се различават по окраската си.

## Разпространение
Ливадният гущер се среща в обширна област от умерения пояс на Азия и Европа. На запад ареалът му достига до Централна Франция и южната половина на Великобритания, на север – до Южна Швеция и района на Санкт Петербург, на изток – до Байкал и западните области на Китай, а на юг – до Алпите, средните части на Балканския полуостров, Кавказ и северните брегове на Каспийско море, Аралско море и Балхаш.
В България ливадният гущер се среща главно в западните части на страната, до надморска височина 2200 m. Ливадните гущери от Западна България вероятно са от подвида L. a. bosnica. Има тяхна популация и в Добруджа и по североизточното черноморско крайбрежие. Извън тези места, в Източна България се срещат само отделни екземпляри.

## Поведение
Ливадният гущер е активен главно през деня. Крие се под камъни и пънове и в дупки на гризачи, като и сам прокопава тунели. Храни се с едри насекоми, най-често – скакалци. През юни-август снася от 4 до 8 (рядко до 15) яйца, а малките се излюпват след 55 – 65 дни.